# 加美町 (岡山県)
加美町（かみちょう）は、岡山県久米郡にあった町。
現在の久米郡美咲町小原、金堀、越尾、西幸、新城、原田、頼元に当たる。

## 町名の由来
古来、この地が稲岡庄と垪和郷に分かれる前、賀美（カミ）郷であったことに由来する。ただし、賀美郷の領域が完全に包括されるのは、昭和30年（1955年）の中央町の誕生を待ってからである。

## 沿革
- 1904年6月1日 - 久米郡稲岡北村、豊岡村が合併、加美村となる。
- 1906年4月1日 - 加美村の内、山ノ城を久米郡稲岡南村（現：久米南町）に編入。
- 1942年11月3日 - 加美村に町制、加美町となる。
- 1955年1月1日 - 打穴村、大垪和村、三保村と合併、中央町となる。

## 地名の読み方
- 小原（おばら）
- 金堀（かなぼり）
- 越尾（こよお）
- 西幸（さいこう）
- 新城（しんじょう）
- 原田（はらだ）
- 山ノ城（やまのじょう）
- 頼元（よりもと）

## 郵便番号（現在）
- 709-3711 久米郡美咲町越尾
- 709-3712 久米郡美咲町金堀
- 709-3713 久米郡美咲町新城
- 709-3714 久米郡美咲町小原
- 709-3715 久米郡美咲町西幸
- 709-3716 久米郡美咲町頼元
- 709-3717 久米郡美咲町原田